# Cantone di Allevard
Il Cantone di Allevard era una divisione amministrativa dell'arrondissement di Grenoble.
A seguito della riforma approvata con decreto del 18 febbraio 2014, che ha avuto attuazione dopo le elezioni dipartimentali del 2015, è stato soppresso.

## Composizione
Comprendeva i comuni di:
- Allevard
- La Chapelle-du-Bard
- La Ferrière
- Le Moutaret
- Pinsot
- Saint-Pierre-d'Allevard